# William Fison
Sir William Guy Fison, 3. Baronet (* 25. Oktober 1890 in London; † 6. Dezember 1964 in Mere, Wiltshire) war ein britischer Ruderer.

## Karriere
Fison war der dritte und jüngste Sohn des wohlhabenden Mühlenbesitzers und konservativen Parlamentsabgeordneten Sir Frederick William Fison, 1. Baronet (1847–1927), aus dessen Ehe mit Isabella Crossley. Er besuchte das Eton College und schloss 1912 ein Studium am New College der Universität Oxford als Bachelor of Arts ab. 1912 nahm er an den Olympischen Spielen in Stockholm teil und gewann im Achter die Silbermedaille.
Während des Ersten Weltkriegs diente er als Captain in der Royal Field Artillery. Für seine Verdienste wurde er mit dem Military Cross ausgezeichnet und mentioned in dispatches. Im Zweiten Weltkrieg war er 1943 und 1944 im Royal Observer Corps tätig.
Beim kinderlosen Tod seines ältesten Bruders erbte er dessen Adelstitel als 3. Baronet, of Greenholme, in the Parish of Burley-in-Wharfedale and West Riding of the County of York.
Aus seiner 1914 geschlossenen Ehe mit Gwladys Rees Davies († 1963) hatte er eine Tochter und zwei Söhne:
- Elizabeth Rees Fison (* 1915), ⚭ 1946 Major-General William Richard Beddington;
- Sir Richard Guy Fison, 4. Baronet (1917–2008), ⚭ 1952 Elyn Hartmann;
- John Michael Fison (1920–2011), ⚭ 1975 Maureen T. Jones.